# Nováky
Nováky és una ciutat d'Eslovàquia. Es troba a la regió de Trenčín.

## Història
La primera menció escrita de la vila es remunta al 1113.

## Demografia
| Godina             | 1994 | 2004   | 2014   | 2024   |
| ------------------ | ---- | ------ | ------ | ------ |
| Nombre de persones | 4253 | 4426   | 4270   | 4093   |
| Diferència         |      | +4,06% | −3,52% | −4,14% |

| Godina             | 2023 | 2024   |
| ------------------ | ---- | ------ |
| Nombre de persones | 4136 | 4093   |
| Diferència         |      | −1,03% |